# Peter Poles
Peter Poles, slovenski televizijski voditelj, * 6. februar 1978, Slovenj Gradec.
Poles je najbolj znan kot voditelj razvedrilnih oddaj RTV Slovenija. Do leta 2009 je za svoje delo prejel dve nagradi viktor.
Leta 2010 je prestopil na POP TV, kjer je marca, v paru z Vidom Valičem, začel voditi šov Slovenija ima talent. 24. aprila pa je na Kanalu A, skupaj z Danijem Bavcem, začel voditi oddajo o pokru Zvezda pokra. Od konca zime 2013 je vodil oddajo Vid in Pero šov, 2015 je pričel voditi oddajo podobno nekoč zelo priljubljenemu šovu Rudija Carrela - Dan najlepših sanj.

### Vodenje oddaj
- Videospotnice
- EMA 2004
- NOD − Nikoli ob desetih (2005–6)
- EMA 2008
- Zvezde pojejo (2008)
- Slovenija ima talent (2010–11, 2014)
- X Factor Slovenija (2012)
- Vid in Pero šov
- Dan najlepših sanj (2015–)
- Zvezde plešejo (2017)
- Sanjski moški (2021)
- Slovenija ima talent (2021, 2023, 2024)